# Skuhrov, Havlíčkův Brod
Skuhrov là một làng thuộc huyện Havlíčkův Brod, vùng Vysočina, Cộng hòa Séc.